# Conselho Corporativo
O Conselho Corporativo (1934 — 1974) foi o órgão de orientação superior da organização corporativa nacional do Estado Novo em Portugal, criado pelo Decreto-Lei n.º 24 362, de 15 de Agosto de 1934. O conselho reuniu pela primeira vez a 25 de Outubro daquele ano e manteve-se em funcionamento até à Revolução dos Cravos, que pôs fim ao regime corporativo português. A composição e funções sofreram alterações menores por força do Decreto-Lei n.º 40 324, de 6 de Outubro de 1955.
Era constituído pelos Ministros da Presidência, do Ultramar, da Economia e das Corporações e Previdência Social, sob a presidência do Presidente do Conselho qual poderia fazer substituir-se pelo primeiro dos ministros indicados.Poderiam ser convocados a tomar parte em determinadas reuniões os ministros e subsecretários de Estado a cujos departamentos interessassem as questões inseridas na respectiva ordem dos trabalhos.